# 喜入前之浜町
喜入前之浜町（きいれまえのはまちょう）は、鹿児島県鹿児島市の町。旧薩摩国給黎郡喜入郷前之浜村、給黎郡喜入村大字前之浜、揖宿郡喜入町大字前之浜。郵便番号は891-0205。人口は1,099人、世帯数は578世帯（2020年4月1日現在）。面積は12.36平方キロメートル。

## 地理
鹿児島市の南部に位置しており、町域内を貝底川・鈴川が流れている。町域の北方には鹿児島市喜入町、南方には鹿児島市喜入生見町、西方には鹿児島市喜入一倉町、南九州市頴娃町上別府、南九州市頴娃町牧之内にそれぞれ隣接しており、東方には鹿児島湾に面している。
前之浜の高台台地は第三紀の噴出物である安山岩で形成されている。海岸沿いには国道226号及び指宿枕崎線が並行して通っている。北部には鹿児島市立前之浜小学校が所在している。

### 河川
- 貝底川[8][10]
  - 城ノ後川[10]
- 鈴川[8][10]
  - 外戸元川[10]

## 歴史

### 前之浜村の成立
江戸時代は薩摩国給黎郡喜入郷（外城）のうちの下村に含まれたが、前之浜が1村として把握される場合があり、前之浜には庄屋がおかれた。天和元年（1681年）12月14日に下村の南部が生見村として分村し、「喜入肝付家文書」によれば北部は前之浜村となった。
明治3年（1870年）には宮坂村の半分及び前之浜村、生見村が下村となり、1878年（明治11年）には再び下村が前之浜村と生見村に分割され、「前之浜村」として成立した。1879年（明治12年）の戸籍簿によれば前之浜村は722戸であった。
1876年（明治9年）10月には現在の鹿児島市立前之浜小学校の前身となる前之浜小学校が設立され、1887年（明治20年）には前之浜尋常小学校となった。

### 町村制施行以後
1889年（明治22年）4月1日に町村制が施行されたのに伴い、喜入郷に属していた瀬々串村、中名村、前之浜村、生見村の区域より給黎郡喜入村が成立した。それまでの前之浜村は喜入村の大字「前之浜」となった。1897年（明治30年）4月1日には「 鹿兒島縣下國界竝郡界變更及郡廢置法律」（明治29年法律第55号）が施行され、給黎郡のうち喜入村は揖宿郡及び頴娃郡と共に揖宿郡を新設し、喜入村は揖宿郡のうちとなった。
1928年（昭和3年）には町村制に基づく区が「喜入村行政区画規定」により大字前之浜には「第三区」（大字中名の一部を含む）及び「第四区」が設置され、1946年（昭和21年）3月31日に廃止されるまで行政区画として存続した。1934年（昭和9年）12月19日には指宿線（現在の指宿枕崎線）が開通し、前之浜には前之浜駅が設置された。
第二次世界大戦中の1945年（昭和20年）の7月下旬から8月にかけて前之浜は3度アメリカ軍による空襲を受け、150戸の住家が焼失した。1956年（昭和31年）10月15日には喜入村が町制施行し喜入町となった。
1988年（昭和63年）1月1日には大字前之浜及び大字中名（現在の喜入中名町）の各一部の区域より大字一倉（現在の喜入一倉町）及び大字喜入（現在の喜入町）が設置された。大字が分割された理由として「喜入町郷土誌」によれば『地区名（小学校区）と大字名の違いから生活に不便や不都合が生じた為』とされている。1997年（平成9年）には平成9年台風第19号により国道226号が決壊し、前之浜と鈴の間の交通が遮断された。
2004年（平成16年）11月1日に喜入町が日置郡松元町、郡山町、鹿児島郡吉田町、桜島町と共に鹿児島市に編入された。合併に際して設置された法定合併協議会である鹿児島地区合併協議会における協議によって、喜入町の区域の大字については「字の区域を廃止し、当該廃止された字の区域に相当する区域により新たに町の区域を設定し、その名称については表示案に基づき、各町の意向を尊重し合併までに調整するものとする」と協定された。
前述の協定に基づいて、合併前の10月26日に鹿児島県の告示である「 町の区域の設定及び字の廃止」が鹿児島県公報に掲載された。この告示の規定に基づき、それまでの大字前之浜は廃止され、大字前之浜の全域を以て新たに鹿児島市の町「喜入前之浜町」が設置された。

### 町・字域の変遷
| 実施後                       | 実施年             | 実施前                         |
| ---------------------------- | ------------------ | ------------------------------ |
| 揖宿郡喜入町大字一倉（新設） | 1988年（昭和63年） | 揖宿郡喜入町大字前之浜（一部） |
| 揖宿郡喜入町大字一倉（新設） | 1988年（昭和63年） | 揖宿郡喜入町大字中名（一部）   |
| 揖宿郡喜入町大字喜入（新設） | 1988年（昭和63年） | 揖宿郡喜入町大字前之浜（一部） |
| 揖宿郡喜入町大字喜入（新設） | 1988年（昭和63年） | 揖宿郡喜入町大字中名（一部）   |

## 人口
以下の表は国勢調査による小地域集計が開始された1995年以降の人口の推移である。
| 年                 | 人口  |
| ------------------ | ----- |
| 1995年（平成7年）  | 1,691 |
| 2000年（平成12年） | 1,614 |
| 2005年（平成17年） | 1,559 |
| 2010年（平成22年） | 1,481 |
| 2015年（平成27年） | 1,376 |

## 施設

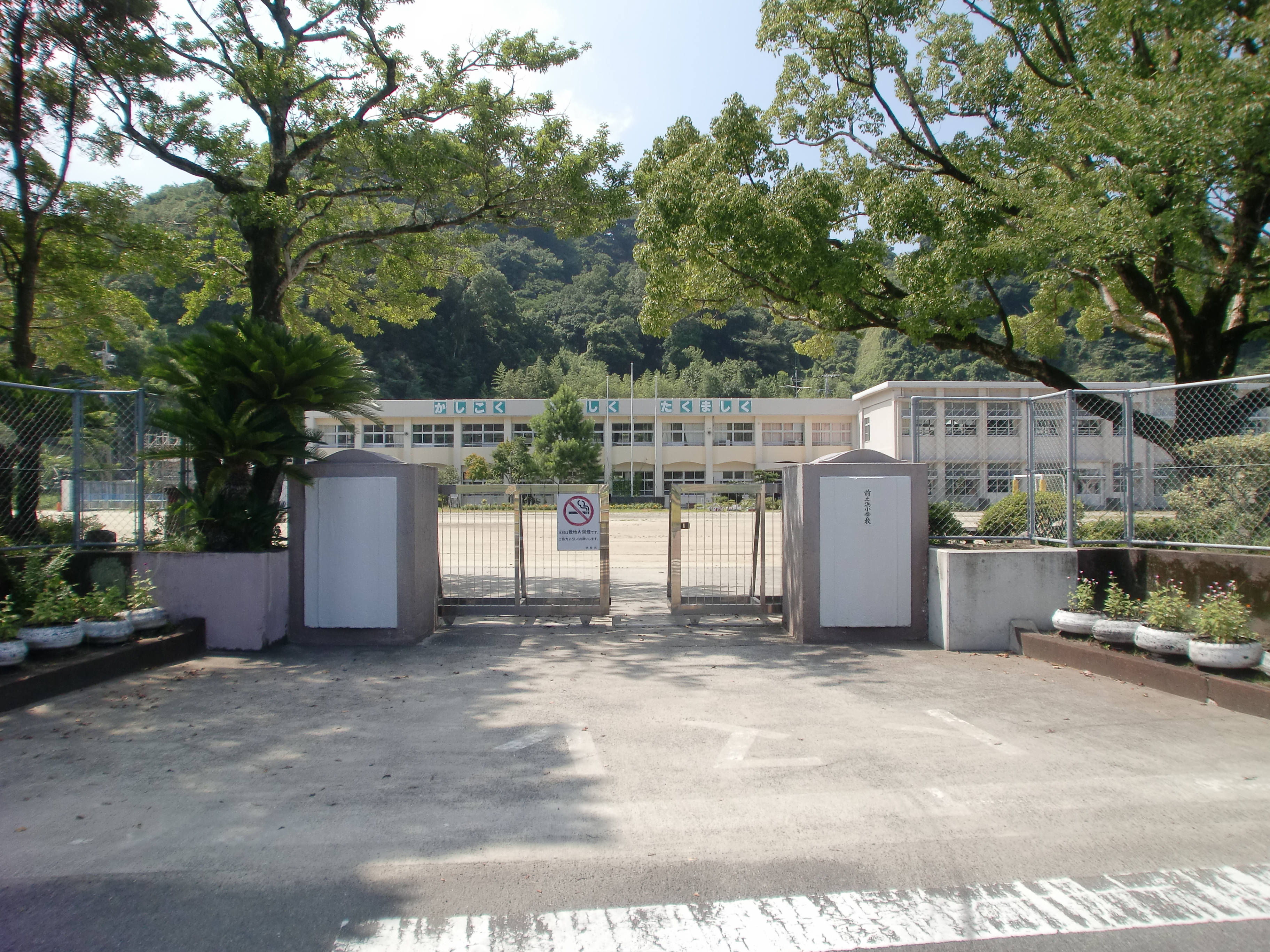
鹿児島市立前之浜小学校

### 教育
- 鹿児島市立前之浜小学校[37]
- 前之浜保育園

### 郵便局
- 前之浜郵便局[38]
1933年（昭和8年）5月に郵便取扱所として設立された[39]。

### 寺社
- 水神社[40]
- 鈴村神社[41]

## 小・中学校の学区
市立小・中学校に通う場合、学区（校区）は以下の通りとなる。
| 町丁         | 番・番地 | 小学校                 | 中学校               |
| ------------ | -------- | ---------------------- | -------------------- |
| 喜入前之浜町 | 全域     | 鹿児島市立前之浜小学校 | 鹿児島市立喜入中学校 |

## 交通

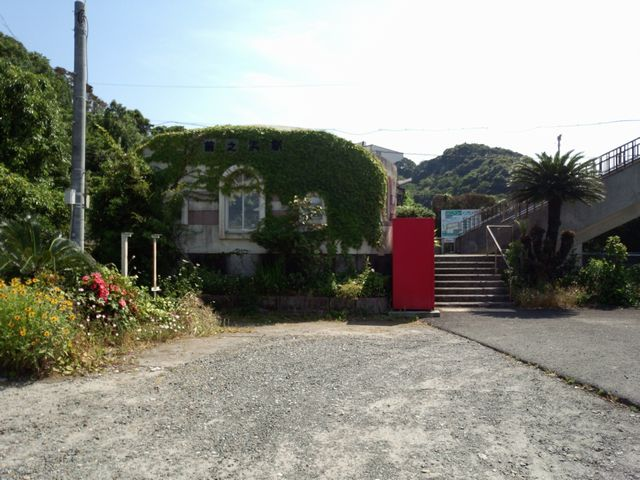
前之浜駅

### 道路
一般国道
- 国道226号

### 鉄道
九州旅客鉄道指宿枕崎線
- 前之浜駅

## 出身人物
- 佐藤友熊（関東都督府警視総長、札幌区長）[43]
- 島津伸男（作曲家、指揮者）[44]
作曲家である船村徹の門下生であり、星野哲郎とのコンビで演歌歌手である北島三郎のヒット曲の作曲を行ったことで知られている[45]。1969年（昭和44年）には出身地である喜入町の「喜入音頭」の作曲を行っている[46]。